# Quercus frainetto
el roble de Hungría (Quercus frainetto) es una especie del género Quercus, nativa de Europa sudoriental (partes de Italia, los Balcanes, parte de Hungría, Rumania) y Turquía.   Está clasificada en la sección Mesobalanus, el roble húngaro y sus parientes de Europa y Asia. 

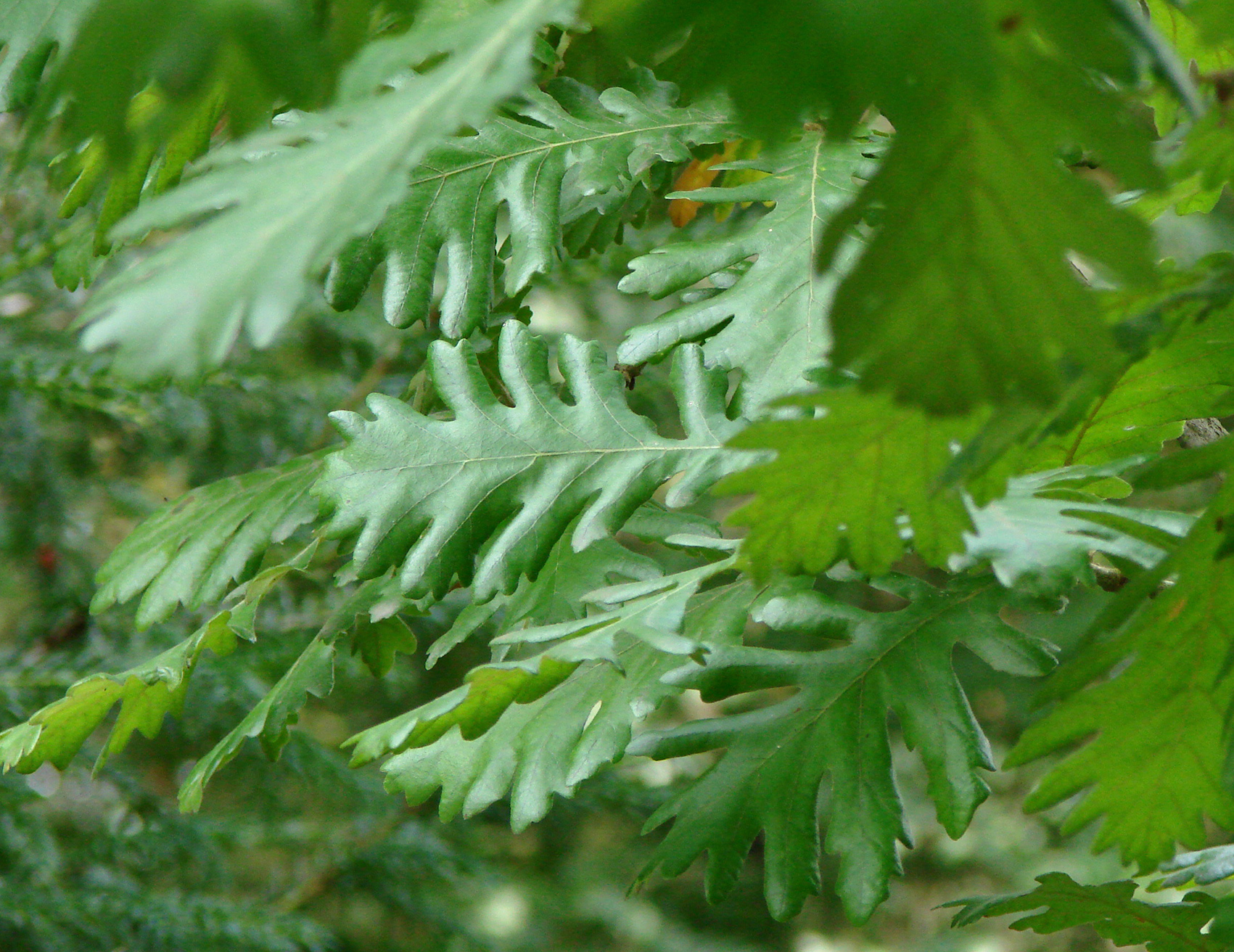
Hojas

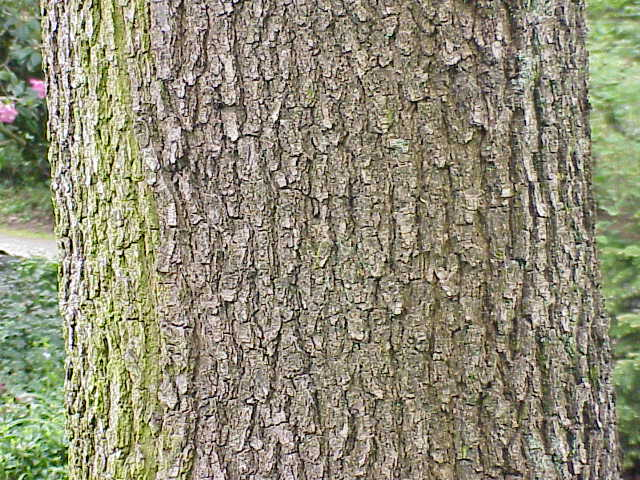
Tronco

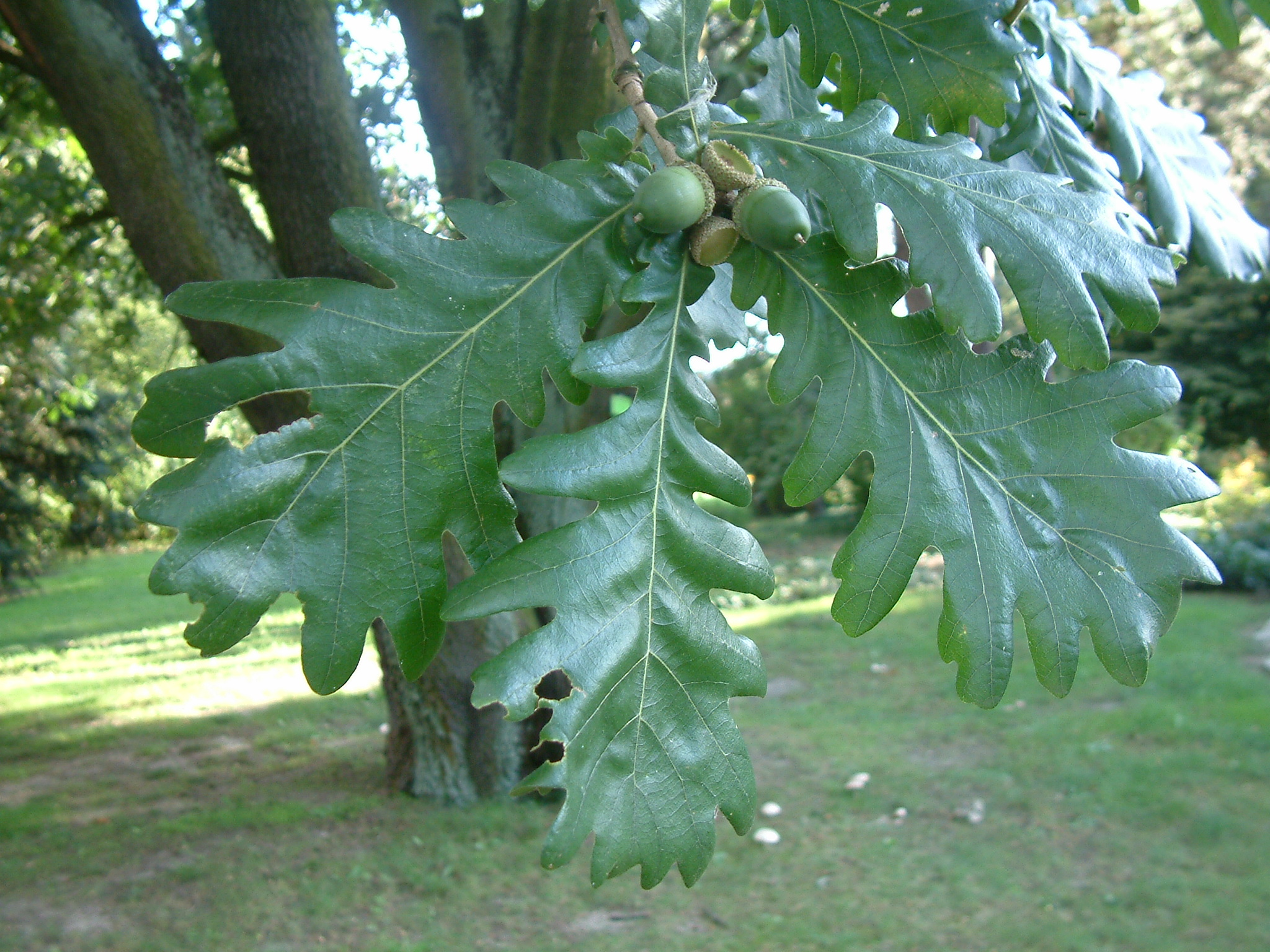
Detalle de Hojas y frutos

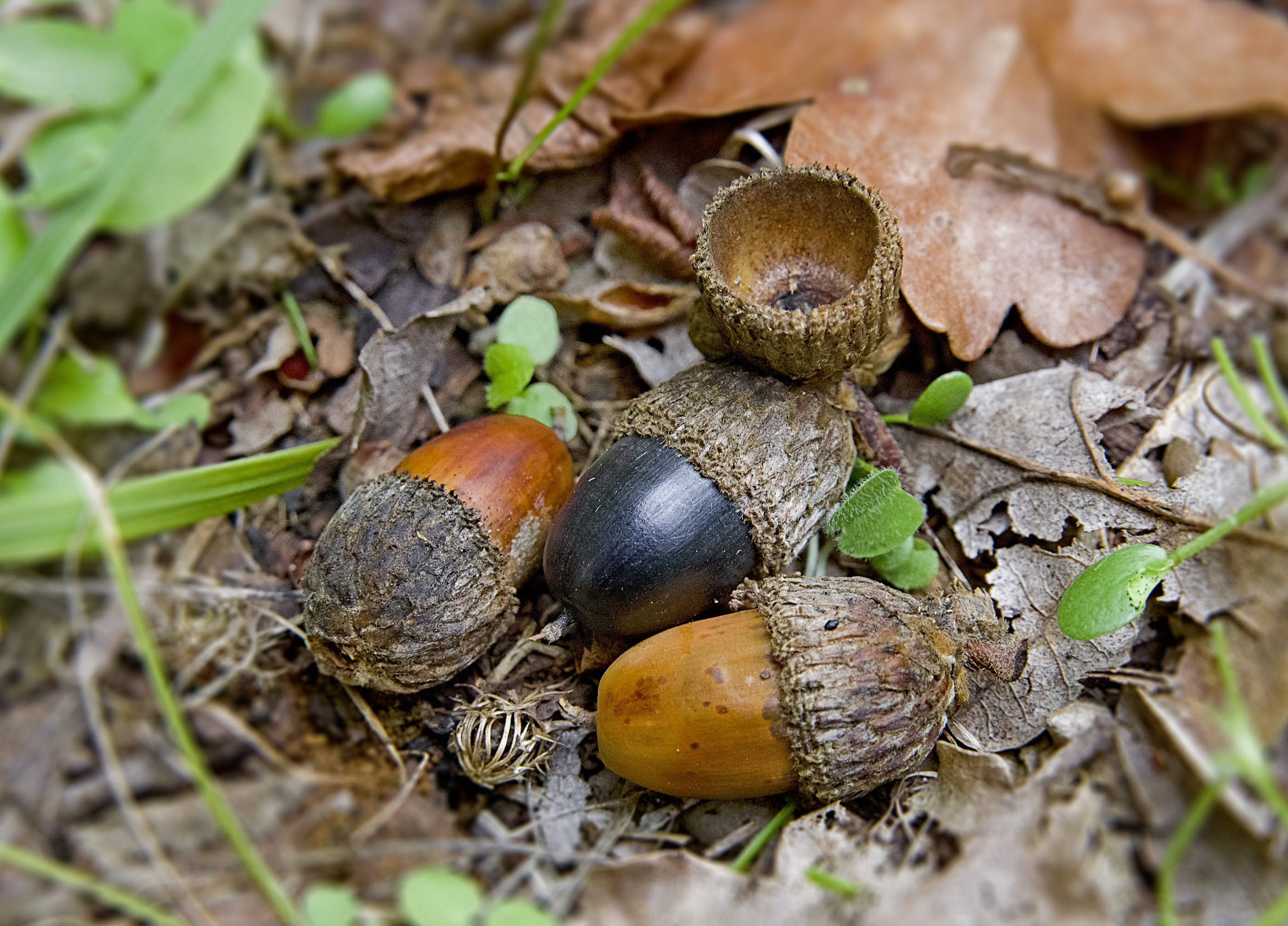
Frutos maduros

## Descripción
Es un gran árbol caducifolio, que puede alcanzar más de 30 metros de altura. Follaje que pasa de color verde amarillento a verde oscuro a medida que avanza la estación vegetativa.  Las hojas son grandes, de hasta 25 cm de largo; profundamente lobuladas con el envés cubierto de densa vellosidad. Son más anchas más cerca del ápice, amplio y corto. La base en forma de oreja, a veces superpuesta al pecíolo.   Los brotes son grandes, largos y puntiagudos, de color marrón y con vellosidad. Las ramas jóvenes están cubiertas de pelos rojizos. La especie es monoica (flores masculinas y femeninas se encuentran en el mismo árbol).

El fruto (bellota) puede medir hasta 25 mm de largo, con forma aovada, con base sesil cubierta de escamas velludas superpuestas.

## Distribución y hábitat
La península de los Balcanes es el centro de su área de distribución. Se adapta a las condiciones subcontinentales del clima del sureste de Europa, pero el principal factor de su aparición es el pH del suelo, estando esta especie especialmente adaptada a suelos ácidos (cambisoles y vertisoles), típicos de Serbia, Bulgaria y Rumanía. Estos suelos están generalmente lixiviados, siendo muy secos en verano y húmedos en primavera. Quercus frainetto puede tolerar algo de encharcamiento. Es muy sensible a la presencia de compuestos de cal en el suelo, por lo que el roble húngaro es un árbol muy raro en la actual Hungría, donde abundan los suelos calcáreos. La asociación entre el roble húngaro y el turco (Quercus cerris), el Quercetum frainetto cerris, es la más común de las asociaciones de roble en los Balcanes, y es también el tipo de bosque más común en Serbia.

## Cultivo
En Grecia se utiliza como recurso maderero. Por su alta durabilidad se ha utilizado como material de construcción en minería.

También se cultiva con fines ornamentales para grandes jardines.

## Taxonomía
Quercus frainetto fue descrito por  Michele Tenore y publicado en Flora Napolitana 1(Suppl.2): lxxii. 1813.
Etimología
Quercus: nombre genérico del latín que designaba igualmente el roble y la encina.
frainetto: epíteto cuya redacción es consecuencia de un error de escritura del término italiano farnetto, que es diminutivo de farnia, con el que actualmente se denomina el Quercus robur.
Sinonimia
- Quercus conferta Kit. in Schult. 1814
- Quercus apennina Loisel. in Duhamel 1819
- Quercus farnetto Ten. 1819
- Quercus esculus Pollini 1824, nom. illeg.
- Quercus hungarica Hubeny ex Rochel 1830
- Quercus strigosa Wierzb. ex Rochel 1838
- Quercus pannonica Endl. 1848
- Quercus pyrenaica var. macrophyllos K.Koch 1849
- Quercus esculus var. velutina Griseb. 1852
- Quercus sessiliflora f. conferta (Kit.) Vuk. 1880
- Quercus farnetto subsp. conferta (Kit.) Nyman 1881
- Quercus spectabilis Kit. ex Simonk. 1883
- Quercus slavonica Kit. ex Borbás 1886
- Quercus byzantina Borbás 1887
- Quercus toza subsp. conferta (Kit.) Nyman 1890
- Quercus toza var. spectabilis (Kit. ex Simonk.) Nyman 1890
- Quercus conferta var. racemosa Hausskn. 1899
- Quercus esculiformis O.Schwarz 1934
- Quercus dalechampii var. hungarica (Hubeny) Soó 1970 publ. 1971.[4]